# Jacob Maarten van Bemmelen (Jurist)

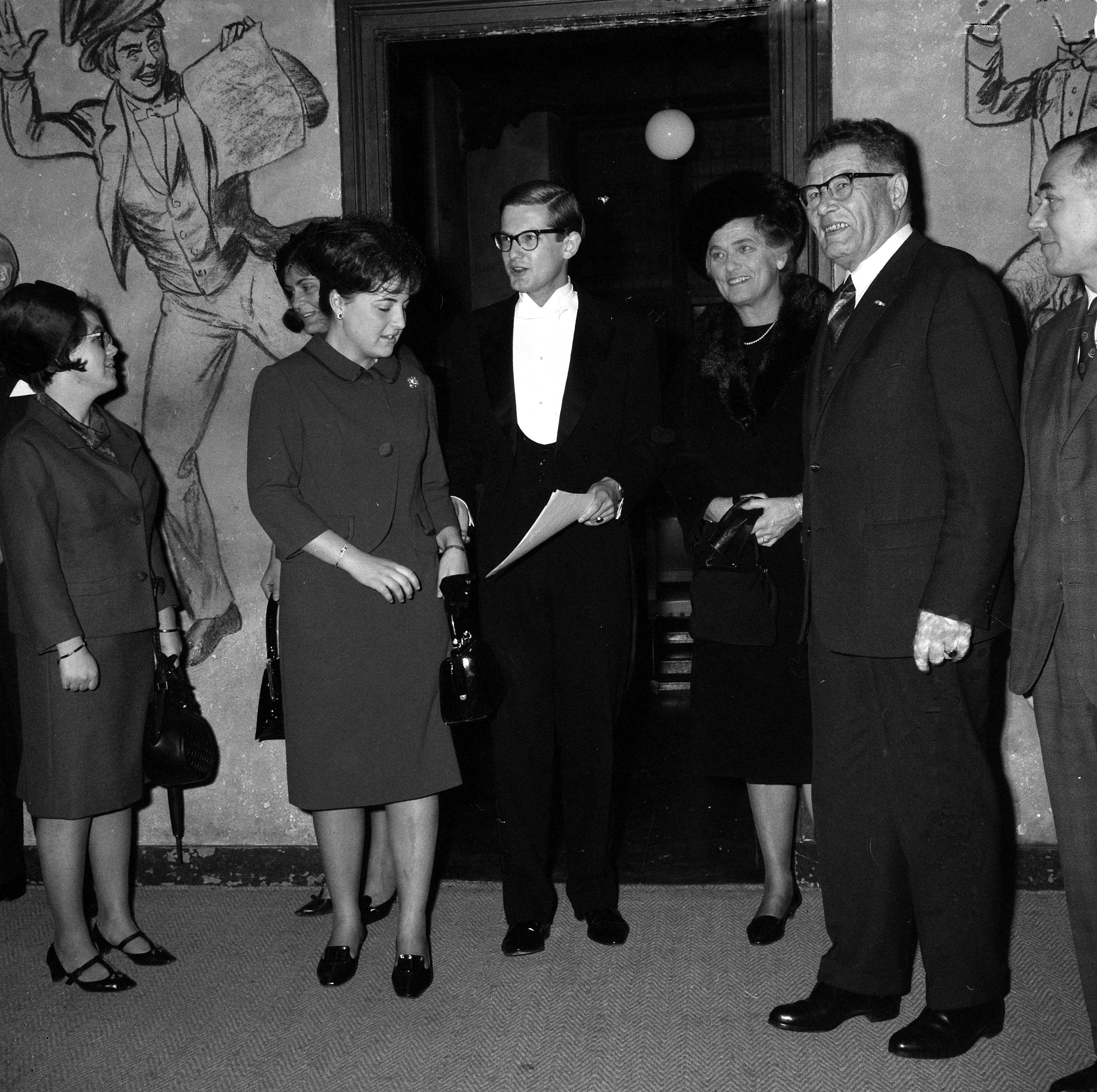
Zweite Person von rechts, Jacob Maarten van Bemmelen

Jacob Maarten van Bemmelen (* 20. April 1898 in Den Haag; † 12. Januar 1982 in Dordrecht) war ein niederländischer Rechtswissenschaftler.

## Leben
Jan Maarten war der Sohn des Groninger Biologieprofessors Johan Frans van Bemmelen (* 26. Dezember 1859 in Groningen; † 6. August 1956 in Leiden) und dessen Frau Adriana Jacoba Paulus (* 27. Juni 1873 in Den Haag; † 19. März 1945 in Leiden). Er war somit ein Enkel des berühmten Leidener Chemikers Jacob Maarten van Bemmelen. Nach dem Besuch der Schulen in Den Haag und Groningen, sowie des Gymnasiums in Groningen, absolvierte er 1917 seinen Militärdienst und bezog 1919 die Universität Groningen um die Rechtswissenschaften zu studieren. Am 27. Juni 1922 wurde er dort Master der Rechte und promovierte am 3. November 1923 mit dem Thema Van zedelijke verbetering tot reclasseering. Geschiedenis van het Nederlandsch Genootschap tot Zedelijke Verbetering der Gevangenen 1823-1923 (deutsch: Von moralischer Verbesserung der Rehabilitation. Geschichte der niederländischen Gesellschaft für die moralische Verbesserung der Gefangenen 1823-1923.) unter Jan Simon van der Aa (* 25. Juli 1865 in Hornhuizen; † 24. Februar 1944 in Lausanne/Schweiz) zum Doktor der Rechte. 
Noch im selben Jahr seiner Promotion wurde er Lehrer für Staatswissenschaften an der höheren Bürgerschule in Groningen, arbeitete ab 1924 als Anwalt in Rotterdam und wurde 1926 stellvertretender Richter am Kantongericht in Rotterdam. Im Januar 1928 wechselte er als stellvertretender Richter an das Stadtgericht daselbst und wurde Sekretär der niederländischen Genootschap tot zedelike verbetering der gevangenen (deutsch: Gesellschaft für die moralische Besserung von Gefangenen) in Rotterdam. 1929 vertrat van Bemmelen den erkrankten Anthony Johannes Blok als Dozent für Strafrecht an der Universität Leiden, wurde am 7. April 1931 auf die dortige Professur für Strafrecht, Strafprozessrecht und Kriminologie berufen und trat diese Aufgabe am 2. Oktober 1931 mit der Antrittsrede De beteekenis van het strafrecht voor den normalen mensch (deutsch: Die Bedeutung des Strafrechts für normale Menschen) an. In seiner Hochschullehrerphase wurde er 1931 Redakteur der Rechtszeitschrift Tijdschrift voor Strafrecht, 1933 Redakteur der Rechtsfachzeitschrift Weekblad van het Recht und 1936 Redakteur des Juristenjournals Nederlandsch Juristenblad. 
Er verfasste Lehrbücher zur Kriminalwissenschaft (1942), zum Strafrecht (1954) und zum Strafprozessrecht (1936–1957). Zudem wirkte er von 1939 bis 1940 als Mitglied des Leidener Stadtrates und initiierte 1940 das Institut zur Förderung des Strafrechts und der Kriminologie. Auch auf dem Gebiet des niederländischen Militärrechtswesens wurde van Bemmelen aktiv. 1936 wurde er Mitbegründer und Vorsitzender Vereeniging voor Miltair Recht (deutsch: Vereinigung für das Militärrecht), 1940 Präsident des Kriegsrats in Den Haag und von 1946 bis 1955 war er Mitglied der Redaktion des rechtswissenschaftlichen Journals Militair-Rechtelijk Tijdschrift (deutsch: Militärrechtliche Zeitschrift). In der Phase der deutschen Besetzung der Niederlande (1940/45) durch die Deutschen im Zweiten Weltkrieg legte van Bemmelen aufgrund der deutschen Maßregeln gegen seine jüdischen Kollegen, wie zum Beispiel Eduard Maurits Meijers und Martin David, am 30. Mai 1942 seine Professur nieder und wurde vom August 1942 bis Juni 1943 als Geisel in das Gefangenenlager Sint-Michielsgestel verschleppt. Danach arbeitete er als Anwalt in Leiden und erlangte nach der Befreiung der Niederlande am 4. September 1945 seine Professur wieder. 
Im Akademiejahr 1953/54 wurde er Rektor der Alma Mater, wozu er zum 379. Jahrestag des Bestehens der Leidener Hochschule, am 8. Februar 1954, die Rektoratsrede Universiteit en Strafrecht (deutsch: Universität und Strafrecht) hielt, und verlieh in dieser Eigenschaft Petrus Johannes Waardenburg, Jean Schlumberger, Edward Morgan Forster, Victor Emanuel van Vriesland (1892–1972) die Ehrendoktorwürden der Universität Leiden. Auch im Ausland der Niederlande wirkte van Bemmelen. Er wurde Vizepräsident der International Association of Penal Law, der International Society of Criminology und setzte sich für die Angleichung der Strafrechtssysteme der Niederlande von Belgien und Luxemburg ein. Für seine Verdienste um das niederländische Rechtswesen erhielt er die Ritterwürde des Ordens vom niederländischen Löwen, das niederländische mobilisierende Kriegskreuz, wurde Kommandeur des belgischen Kronenordens, Kommandeur des luxemburgischen Ordens von der Eichenkrone, Ritter des französischen Gesundheitsverdienstordens und Ritter des französischen Bildungsordens des Palmes Académiques. Am 1. September 1968 wurde er aus seiner Professur emeritiert und verbrachte seine letzte Lebenszeit im Kreis seiner Familienangehörigen in Dordrecht, wo er schließlich verstarb.

## Familie
Van Bemmelen verheiratete sich am 12. Juli 1922 in Zuidorn mit Clara Adriana Petronella Kluit (* 12. April 1898 in Rotterdam), die Tochter Gerhard Oswald Kluit und Petronella Hester Elisabeth Kruijt. Aus der Ehe stammen vier Söhne. Nach seiner Ehescheidung am 13. Mai 1966, heiratete er am 23. Mai 1966 in Leiden Johanna Maria Leenders (* um 1915 † 24. März 1990 in Dordrecht). Die Ehe blieb kinderlos. Von den Kindern der ersten Ehe kennt man: 
- Johan Frans van Bemmelen (* 17. November 1923 in Groningen) verheiratet am 16. April 1953 in Leiden mit Lina Munk (* 22. November 1930 in Rotterdam; † 17. September 1956 in Leiden), verheiratet in zweiter Ehe am 22. Juli 1959 in Leiden mit Dieuwertje Minnee
- Adrian Gerhard Oswald (Ago) van Bemmelen (* 19. Februar 1925 in Rotterdam; † 30. Oktober 1990 in Lelystad) verheiratet mit Matthija C. J. Maas
- Paulus (Paul) van Bemmelen (* 1. August 1930 in Leiden; † 7. Juli 1957 ebd.) verheiratet mit Adriana Alice Wennekers (* 15. Januar 1932 in Den Haag; † 1. April 2000 in Denpasar/Indonesien)
- Peter Maarten (Peter) van Bemmelen (* 9. Mai 1934 in Leiden) verh. J. H. G. Derwort

## Werke (Auswahl)
- Van zedelijke verbetering tot reclasseering. Geschiedenis van het Nederlandsch genootschap tot zedelijke verbetering der gevangenen, 1823–1923. Den Haag 1923
- Arresten over strafrecht. Haarlem 1926; 2. Aufl. Haarlem 1934; 3. Aufl. 1941; 6. Aufl. 1966; 7. Aufl. 1968; 8. Aufl. Groningen 1971; 9. Aufl. 1973; Alphen aan den Rijn 1977
- De beteekenis van het strafrecht voor den normalen mensch. Den Haag 1931
- Over toerekeningsvatbaarheid. Den Haag 1932
- Sterilisatie. Voor- en nadeelen van een wettelijke regeling der sterilisatie en castratie. Amsterdam 1933
- Nemo debet bis vexari. Den Haag 1934 (mit D. Wiersma)
- De psychiater in het rechtsgeding. 1934
- Wetboek van Strafvordering. Den Haag 1935–1941, 3. Bde.
- Strafvordering. Leerboek van het Nederlandsche strafprocesrecht. Den Haag, 1936; 2. Aufl. 1940; 3. Aufl. 1947; 4. Aufl. 1950; 5. Aufl. 1953; 6. Aufl. 1957
- De ontwikkeling van onze materieele militaire strafwetgeving. 1936
- Criminologie. Leerboek der misdaadkunde aan de hand van Nederlandsche gegevens en onderzoekingen. Zwolle, 1942; 2. Aufl. 1948; 3. Aufl. 1952; 4. Aufl. 1958
- Indonesië en oorlogsmisdadigers. Leiden 1947
- Het probleem van de doodstraf. Antwerpen 1948
- Arresten over strafvordering. Haarlem 1952; 2. Aufl. 1967; 3. Aufl. 1970; 4. Aufl. 1973;
- Hand- en leerboek van het Nederlandse strafrecht. Den Haag 1953–1954, 2. Bde.
- Praeadvies over leer en bepalingen omtrent de regel "ne bis in idem". Zwolle 1953
- Ons strafrecht. 4. Bde. auch unter dem Titel: Hukum pidana.
  - Het materiële strafrecht. (1. Bd.) Haarlem 1959; 2. Aufl. 1965; 3. Aufl. 1968; Groningen 1970 4. Aufl.; Alphen aan den Rijn 1979 6. Aufl.; 7. Aufl. 1982; 9. Aufl. 1986; 10. Aufl. 1989; 11. Aufl. Arnhem 1994; 12. Auf. Arnhem 1995; 14. Aufl. Deventer 2003;
  - Het penitentiaire recht. (auch; Sanctierecht., 2. Bd.) 2. Aufl. Groningen 1973; 3. Aufl. 1976; 4. Aufl. 1980; 5. Aufl. Alphen aan den Rijn 1984; 6. Aufl. 1987; 7. Aufl. 1990;
  - Bijzondere delicten. (3. Bd.) 3. Aufl. Haarlem 1969; 4. Aufl. Groningen 1973; 5. Aufl. Alphen aan den Rhijn 1981
  - Het formele strafrecht. (4. Bd.) 2. Aufl. Haarlem 1966; 3. Aufl. 1968; 4. Aufl. Groningen 1971; 5. Aufl. Alphen aan den Rijn 1977; 6. Aufl. 1981; 12. Aufl. Deventer 2010
- Op de grenzen van het strafrecht. Haarlem 1955
- Gevaren en schoonheid van studie en wetenschap. Haarlem 1957
- Levend recht. Antwerpen 1957
- Is het wenselijk, met het oog op de toenemende behartiging van belangen in internationaal verband, die belangen hier te lande strafrechtelijk te beschermen, en zo ja, in hoeverre en op welke wijze? Zwolle 1958
- Preadvies over de zedenmisdrijven inzake aantasting van de seksuele integriteit. Preadvies over vergelijking van het Belgische en Nederlandse recht inzake de voornaamste zedendelicten. Zwolle 1967